# Всесвітній музей (Відень)
48°12′18″ пн. ш. 16°21′47″ сх. д. / 48.205° пн. ш. 16.363055555556° сх. д.

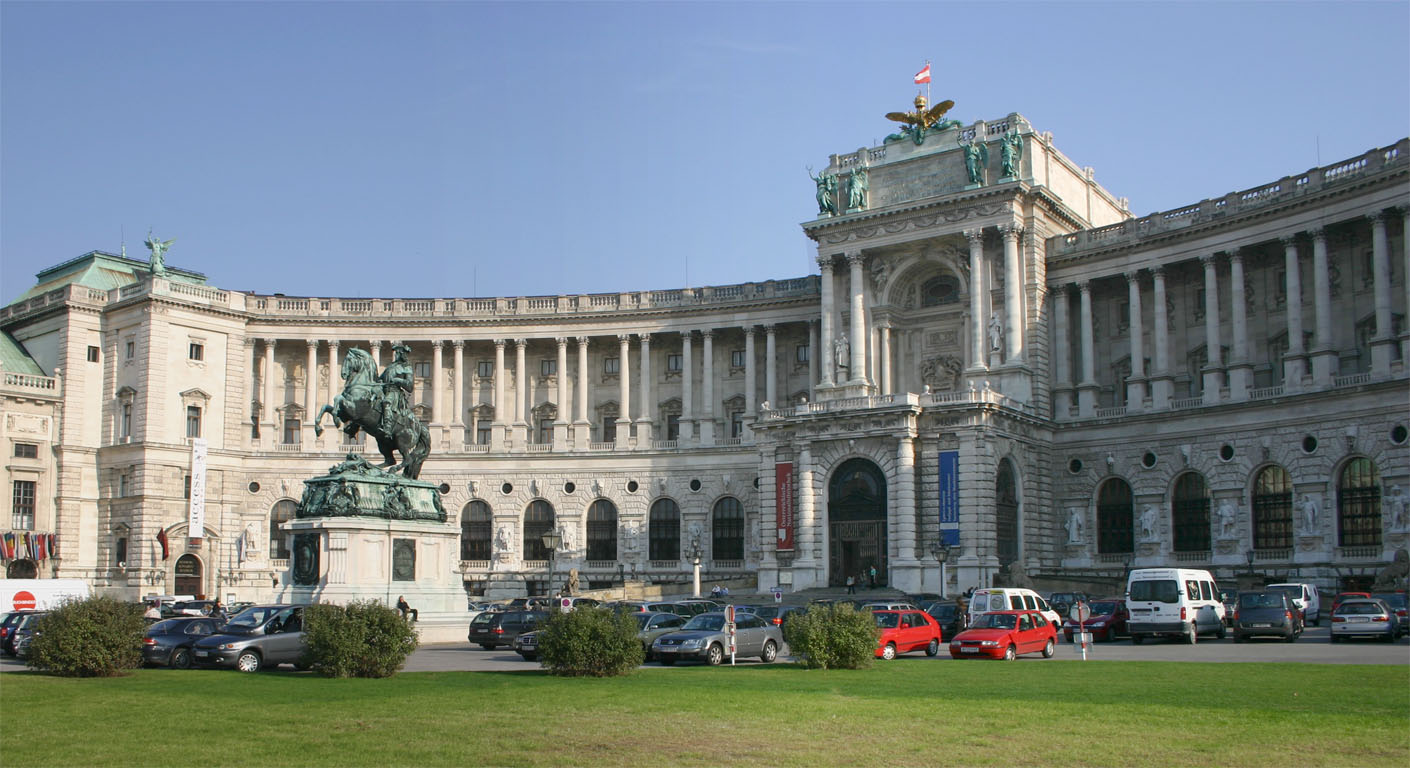
Музей етнології розташований у крилі імператорського палацу Гофбург.

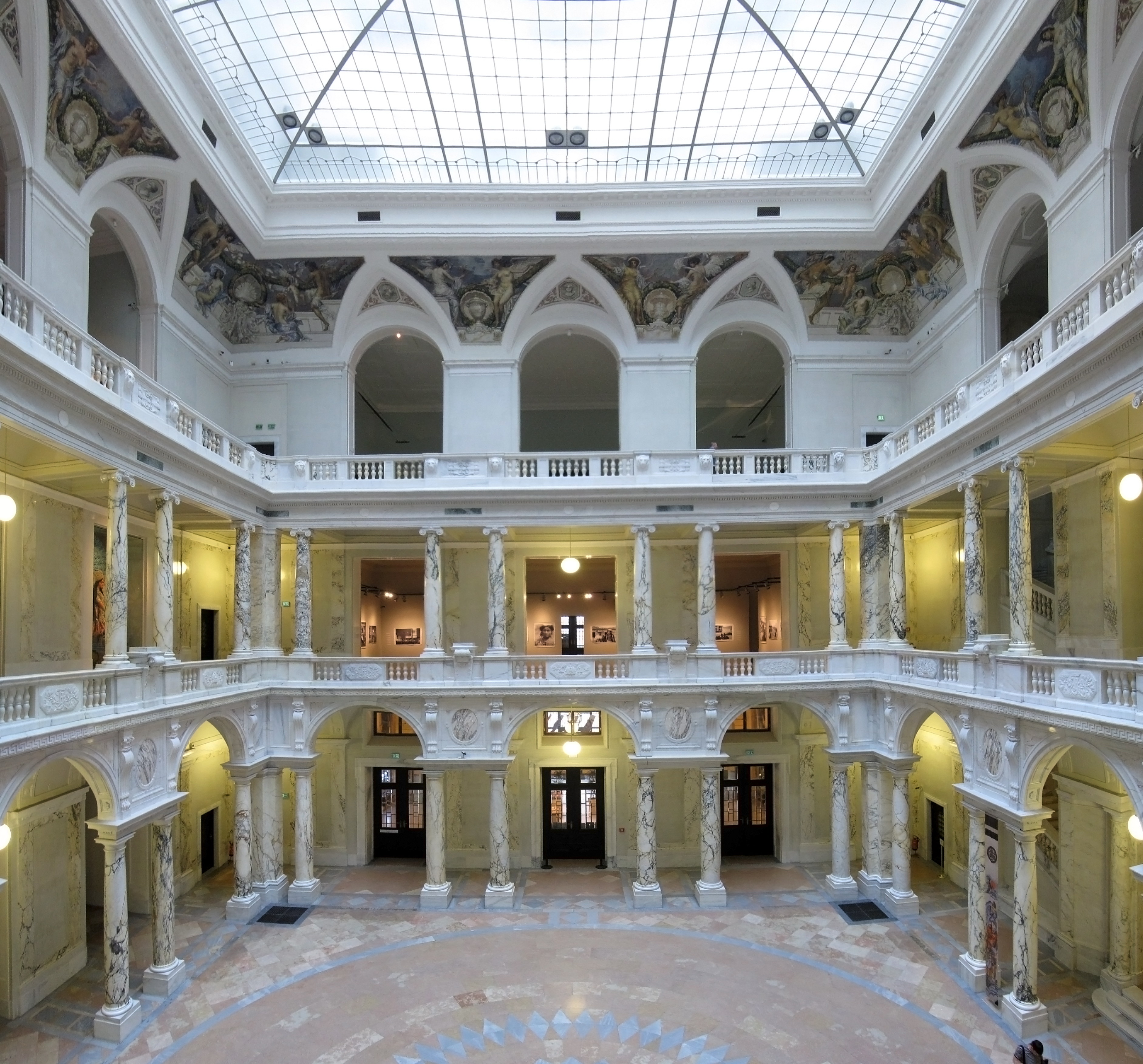
Інтер'єр

Всесвітній музей у Відні (нім. Weltmuseum Wien), колишній Музей етнології (нім. Museum für Völkerkunde) — найбільший етнографічний музей Австрії, заснований у 1876 році. Розташований в імператорському палаці Гофбург і містить понад 400 000 етнографічних та археологічних об'єктів з Азії, Африки, Океанії та Америки. З листопада 2014 року музей був закритий у зв'язку з ремонтом і відновив роботу 25 жовтня 2017 року.

## Колекції
Колекції музею налічують понад 200 тис. етнографічних предметів, 100 тис. фотографій і 146 тис. друкованих робіт з усього світу. Важливі колекції включають мексиканські артефакти, такі як унікальний ацтекський головний убір; колекції полінезійського мистецтва і мистецтва північно-західного узбережжя (придбана в 1806 р.); численні вироби з бенінської бронзи ; колекція Чарльза фон Гюгеля з Індії, Південно-Східної Азії та Китаю; колекції з бразильської експедиції; артефакти, зібрані під час навколосвітнього плавання корабля Novara; дві таблички ронгоронго.
Найвідомішим експонатом музею є корона з пір'я, яка належала імператору ацтеків Монтесумі II, під час іспанського завоювання. Корона захоплена іспанцями як військова здобич у 16 столітті, Австрія придбала її у Франції в 1880 році. Корона стала причиною суперечки між урядами Мексики та Австрії.

### Відділення
- Субсахарська Африка
- Північна Африка, Близький Схід, Середня Азія та Сибір
- Східна Азія: Китай, Корея, Японія
- Острівна Південно-Східна Азія
- Південна Азія, Південно-Східна Азія, Гімалаї
- Океанія та Австралії
- Північна та Центральна Америка
- Південна Америка
- Колекція фотографій

## Галерея

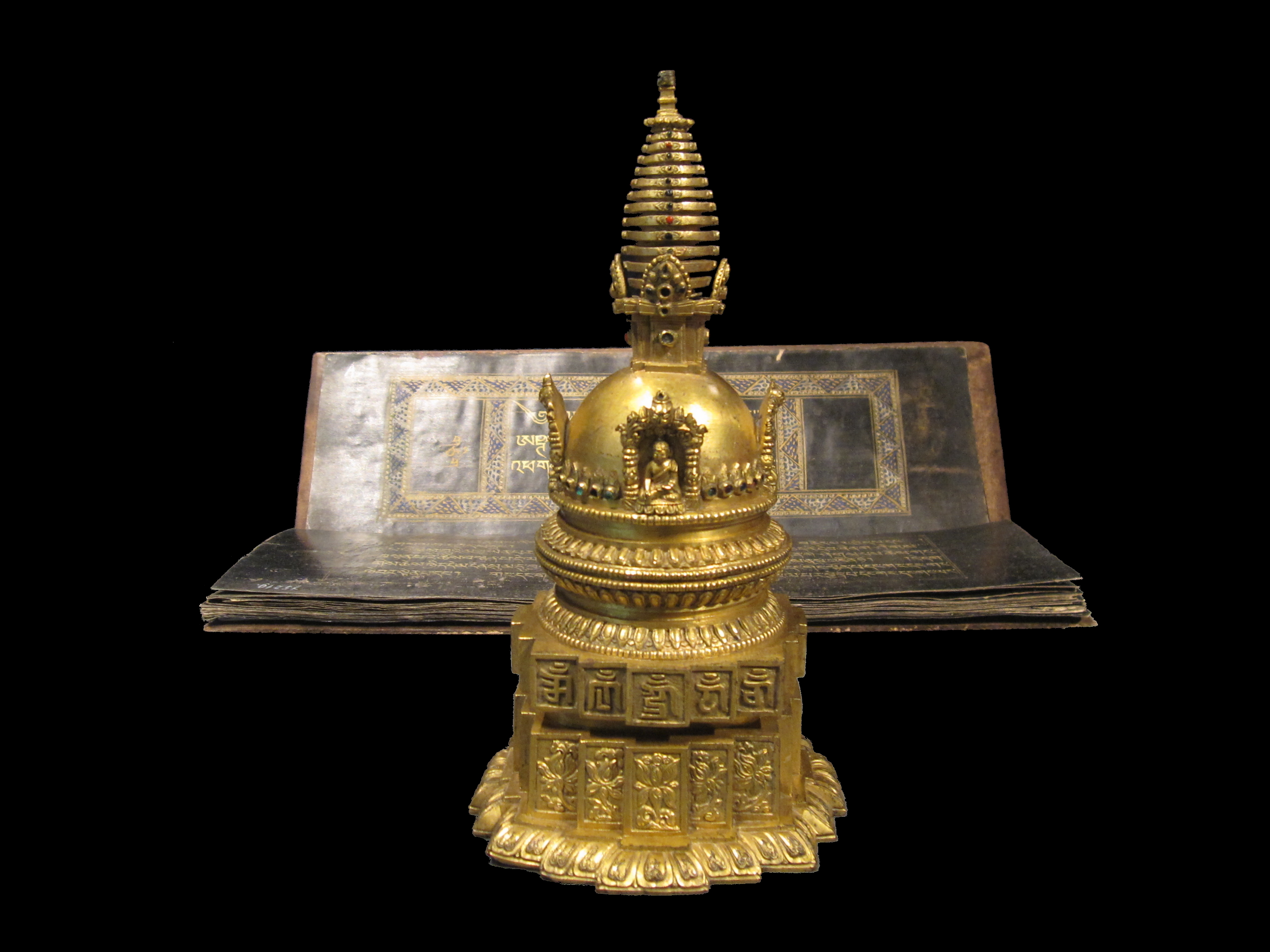
Ступа і Праджняпараміта. Монголія, 18 століття
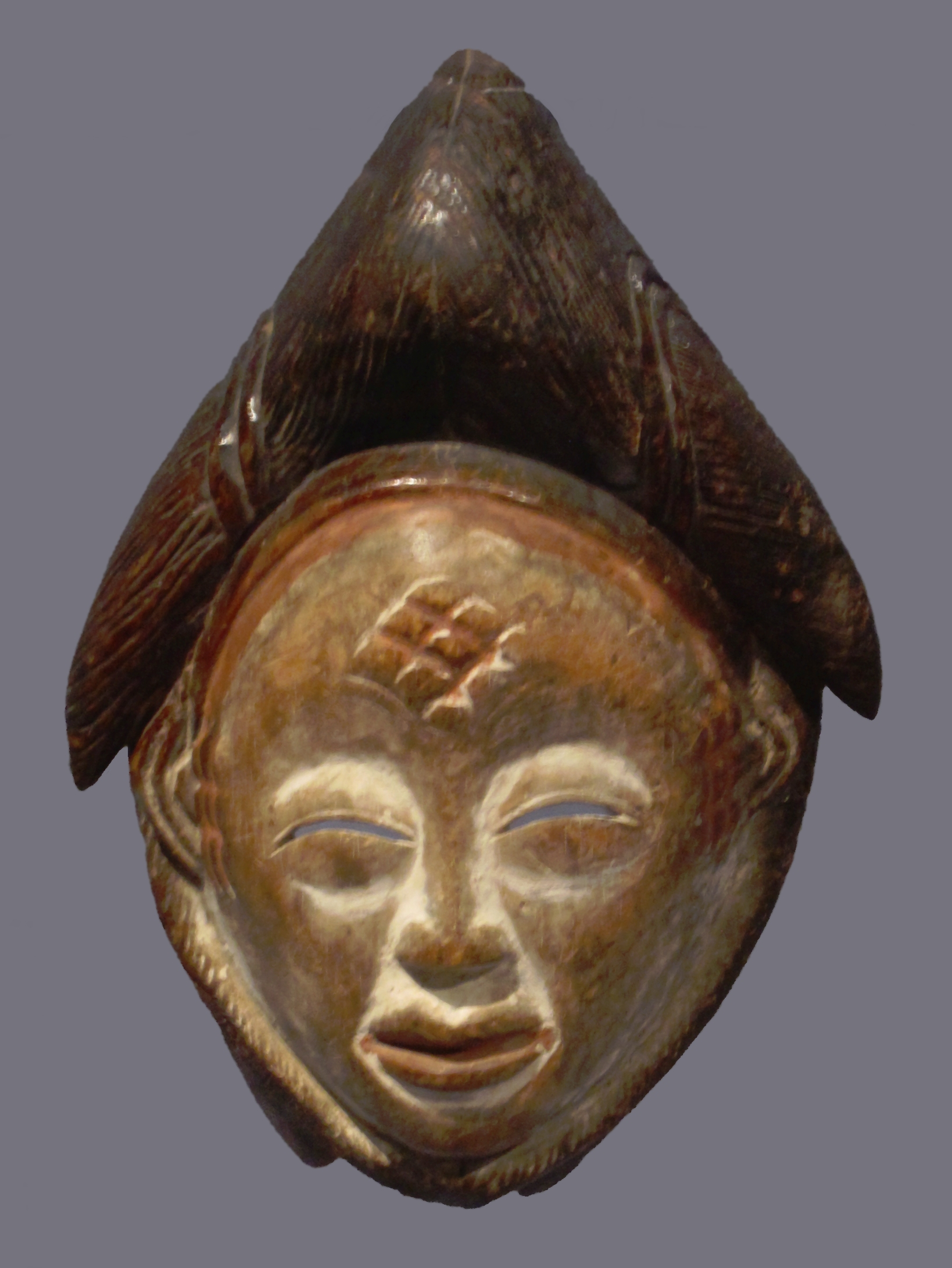
Маска мукудж з Габону. 19 століття
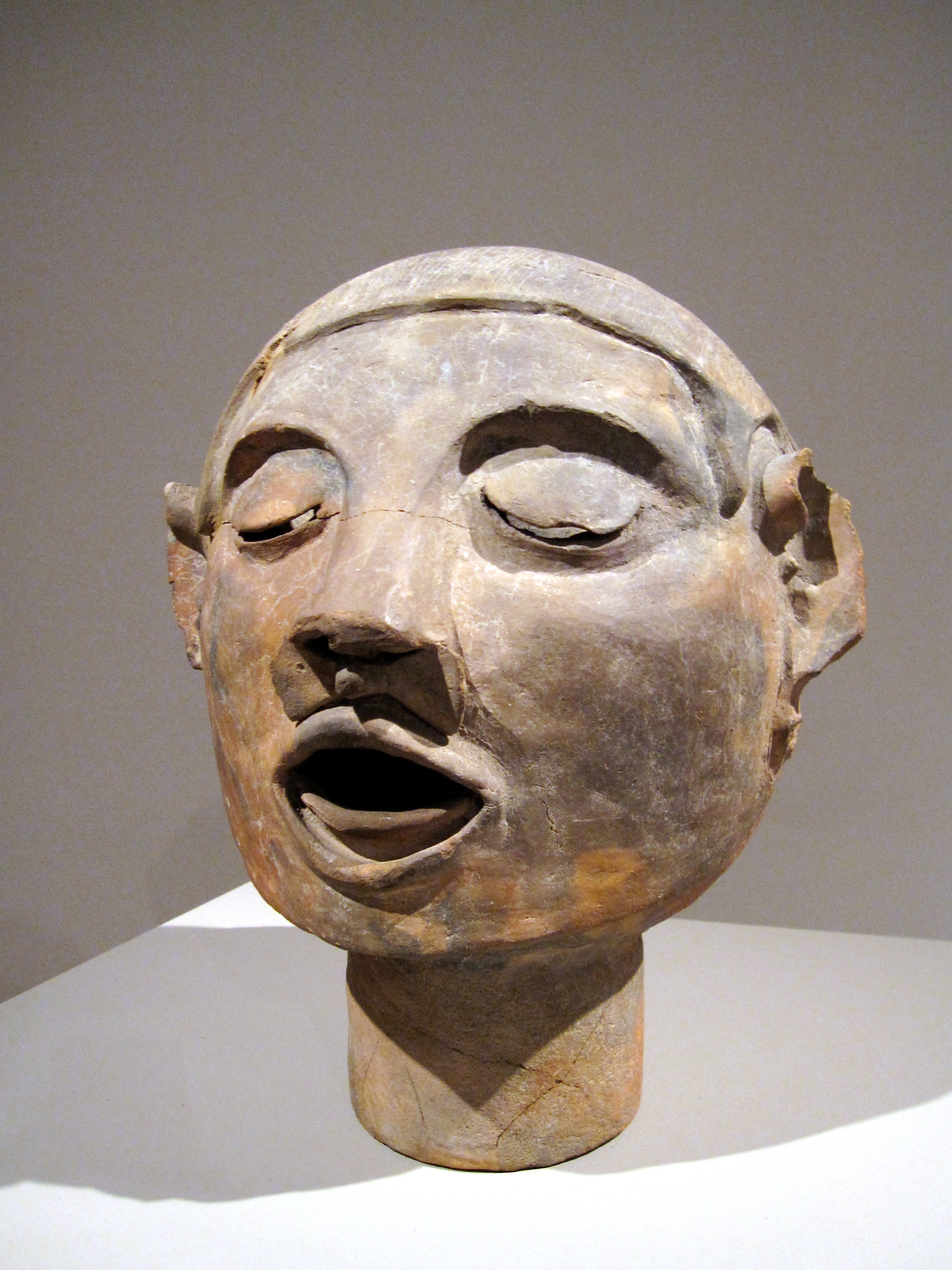
Голова Шіпе-Тотека. Мексика, близько 1500 року нашої ери
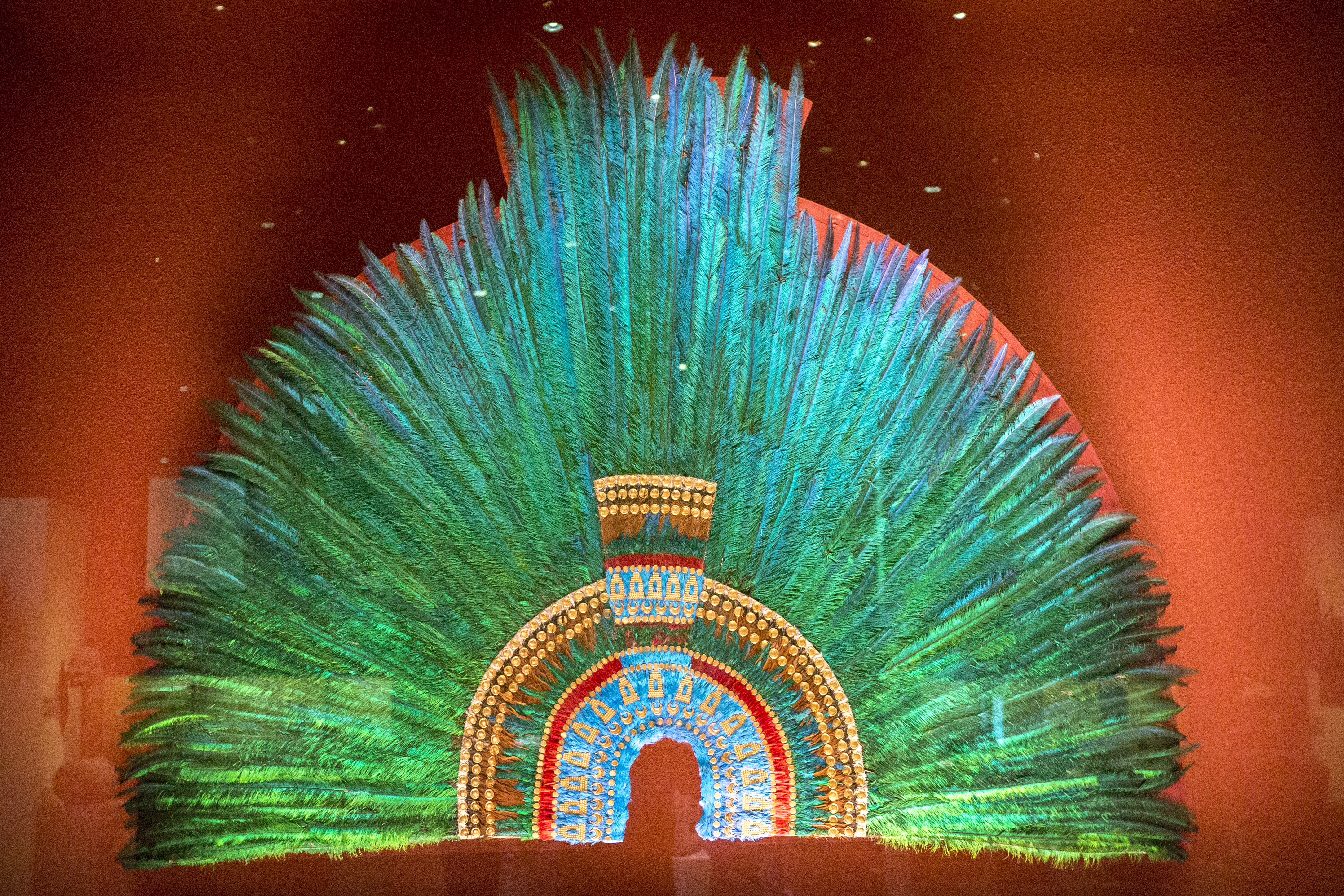
Корона Монтесуми. Мексика, 15 століття
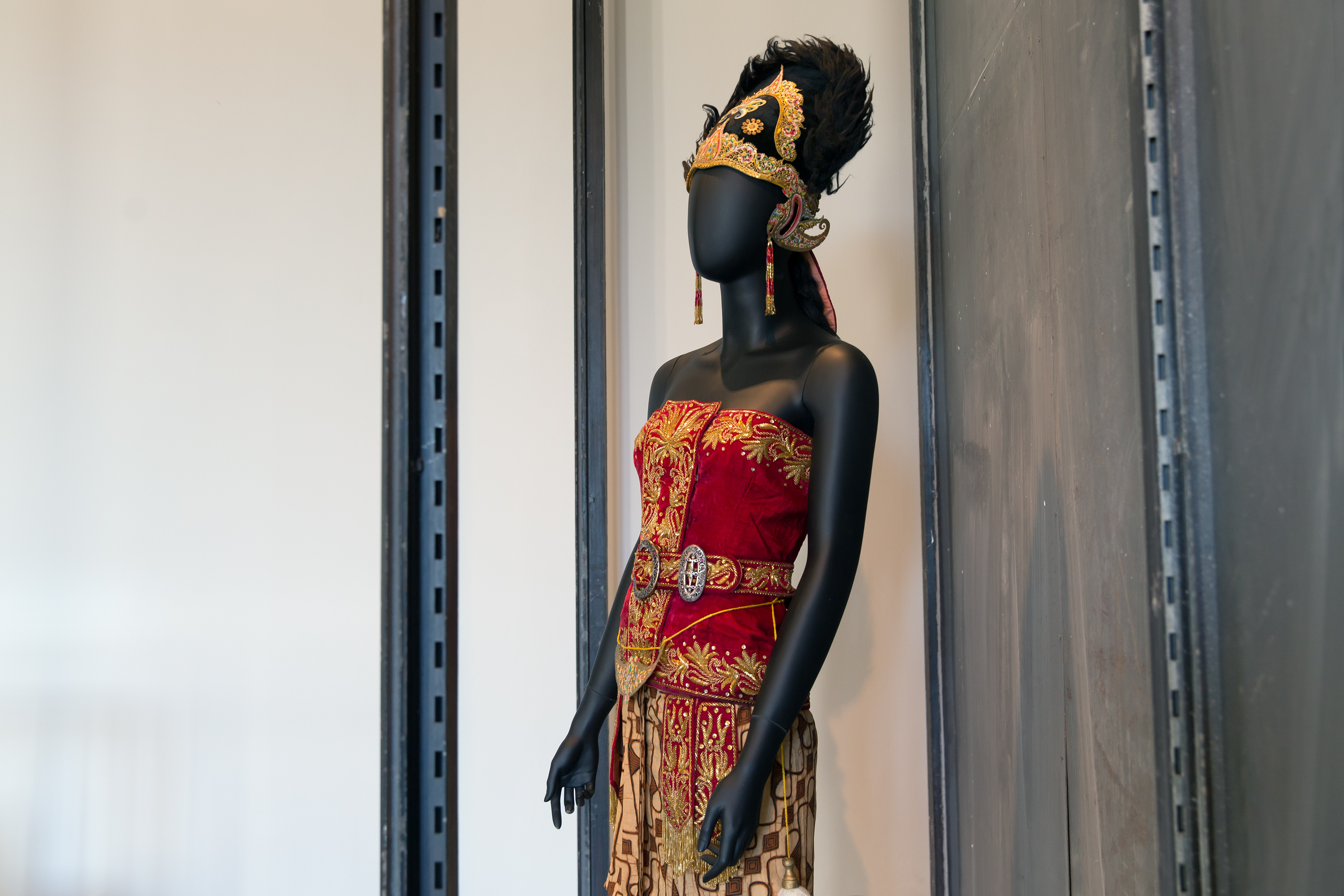
Традиційний танцювальний костюм з Яви. Індонезія, 2015
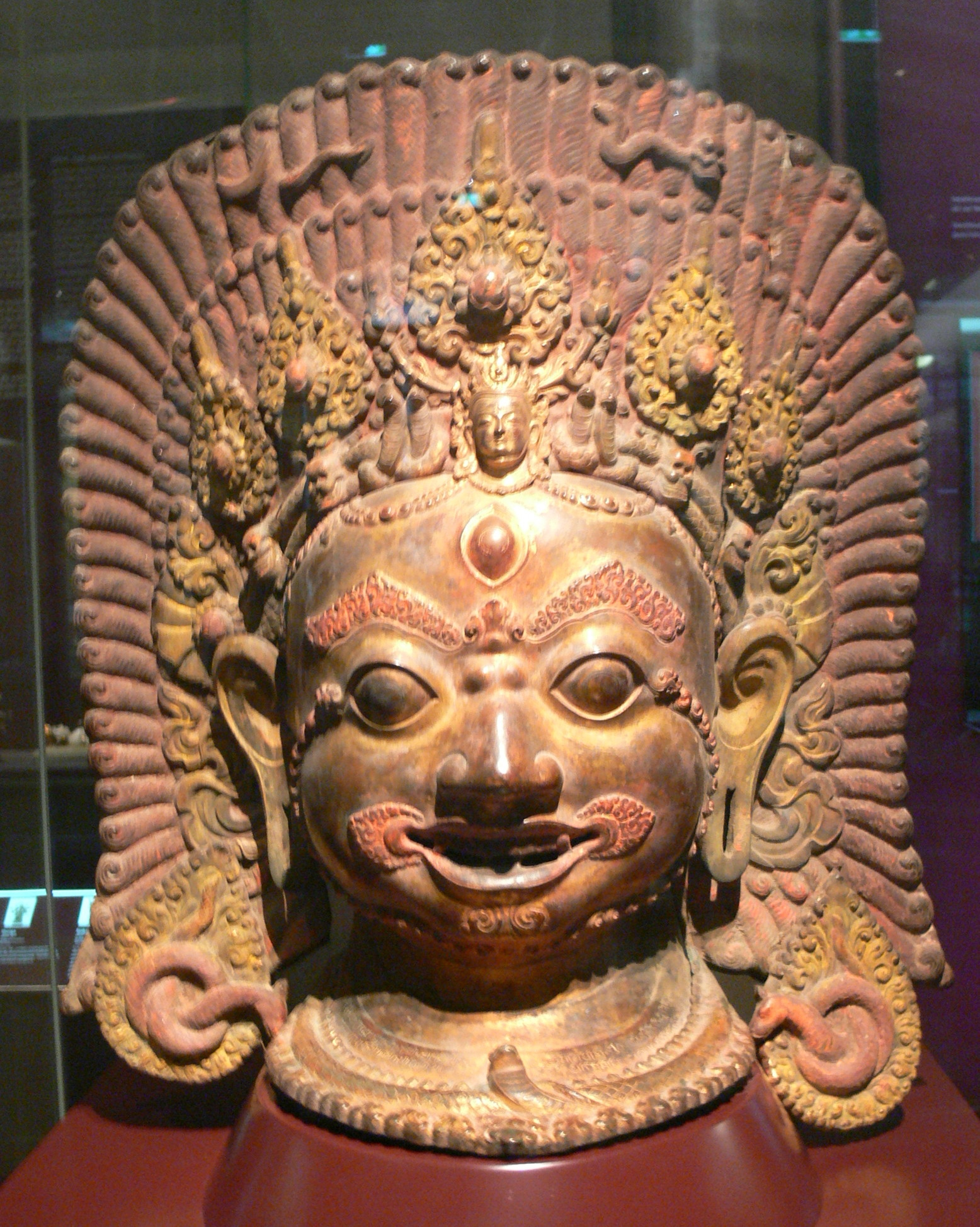
Бгайрава. Непал, 18 століття
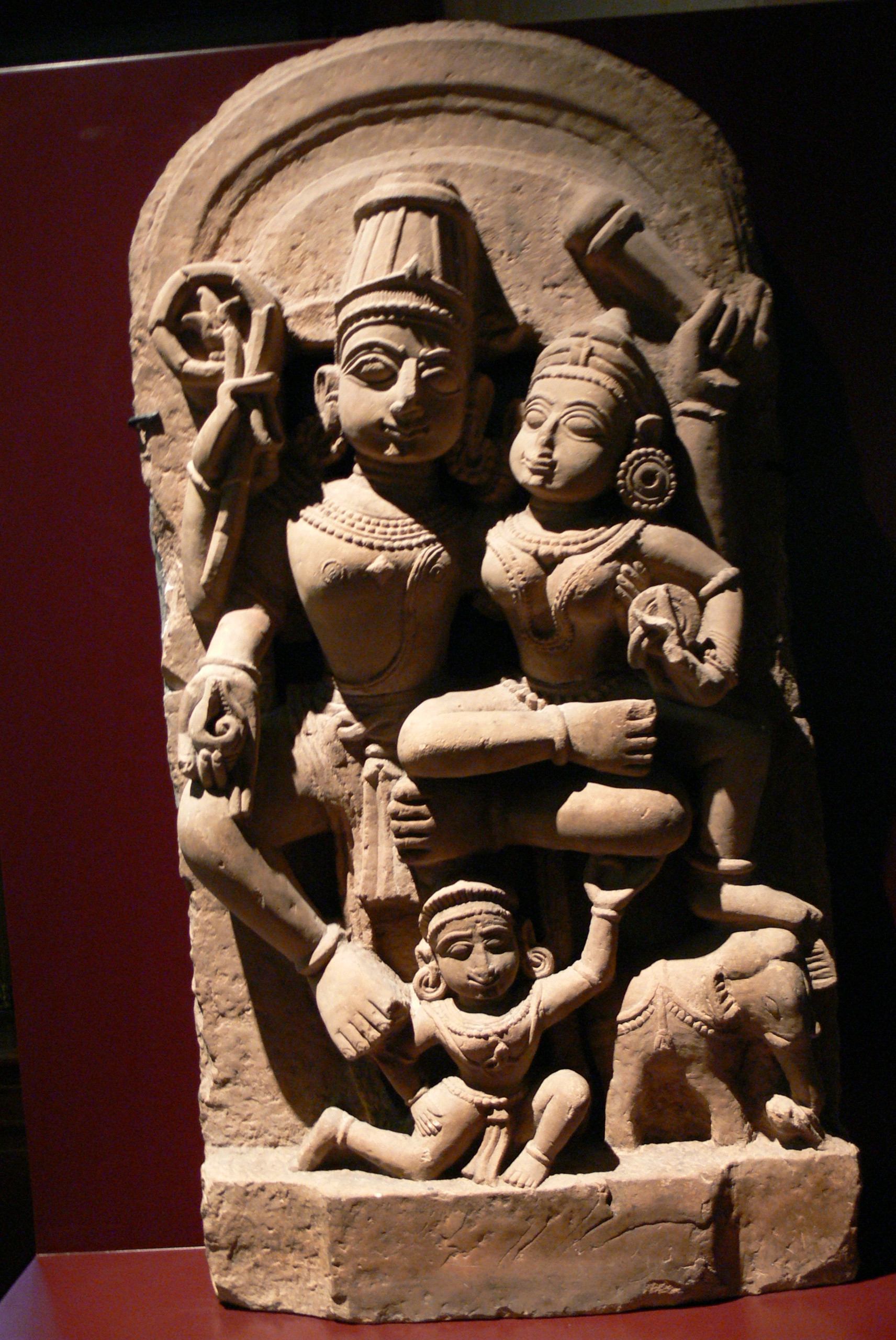
Лакшмі-Нараяна з Індії. 12 століття
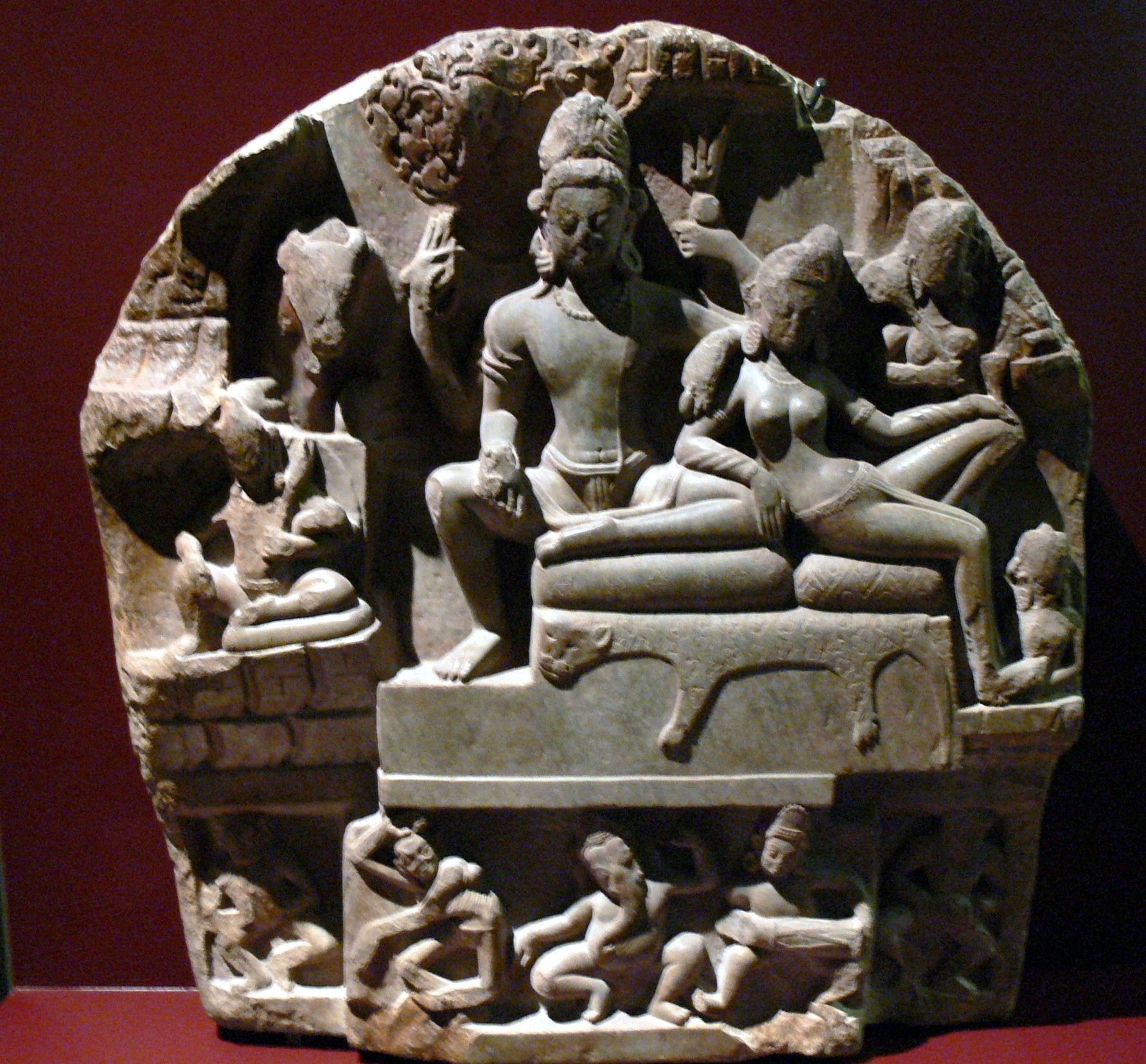
Ума-Магешвара з Індії, 12 століття